# Giovanni Rucellai

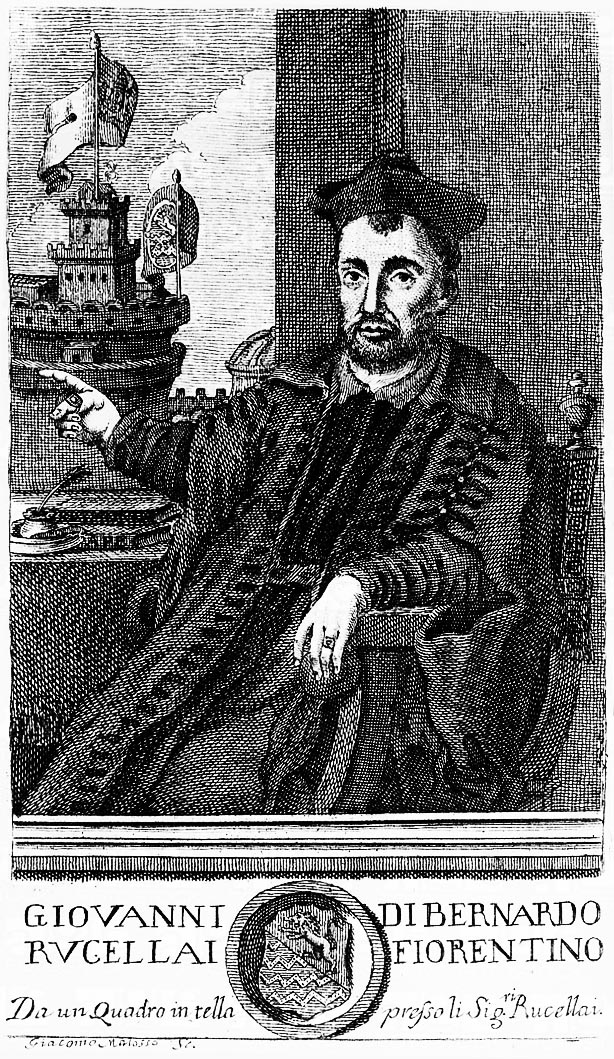
Giovanni Rucellai

Giovanni Rucellai (Florence, 20 oktober 1475 - Rome, 3 april 1525) was een dichter uit de Italiaanse renaissance.
Giovanni, de zoon van Bernardo Rucellai, leefde in 1494 als lid van de Medici-familie ten tijde van hun ballingschap in Rome, waar hij de meeste van zijn werken schreef. Met de Medici's keerde hij terug naar Florence in 1512. Daar ontving hij een aantal ereambten, waaraan hij echter verzaakte om geestelijke te kunnen worden toen zijn neef, Leo X, op de pauselijke troon kwam. Leo stelde hem voor aan zijn hof, en stuurde hem later als nuntius naar Frans I van Frankrijk. Leo's dood (1521) ontnam hem de kans om kardinaal te worden, maar onder Paus Clemens VII werd hij gouverneur van Engelenburcht, en deze positie behield hij tot aan zijn dood in 1525.
Zijn toneelstuk Rosmunda, voor het eerst opgevoerd in Siena in 1525, zou de basis vormen voor heel wat latere Italiaanse bewerkingen van het verhaal. Het is het oudst bekende voorbeeld van een regulier Italiaans drama en wordt gekenmerkt door een ingewikkelde constructie. Zijn Oreste is echter weinig meer dan een verwaterde imitatie van de Iphigenia van Euripides. Zijn faam als dichter berust nu vooral op zijn leerdicht Le api (De bijen) uit 1539, een bewerking van het vierde boek over de bijenteelt in Georgica van de Romeinse dichter Vergilius.
- Biblioteca Nacional de España: XX1747106
- Bibliothèque nationale de France: cb12137705k (data)
- Catàleg d'autoritats de noms i títols de Catalunya: 981058529283406706
- Gemeinsame Normdatei: 118989111
- International Standard Name Identifier: 0000 0001 2100 2898
- Library of Congress Control Number: n84174407
- Nationale Bibliotheek van Tsjechië: jo2004219752
- Nationale Bibliotheek van Israël: 987007297927905171
- Nederlandse Thesaurus van Auteursnamen: 145711439
- Istituto Centrale per il Catalogo Unico: CFIV001743
- LIBRIS: 348385
- Système universitaire de documentation: 029833604
- Virtual International Authority File: 29569554
- WorldCat: E39PBJf8wRwcVk3HVC4t99Gyh3